# Mitapivat
Mitapivat ist ein Arzneistoff zur Behandlung einer bestimmten Form der Blutarmut, die durch einen erhöhten oder vorzeitigen Zerfall von roten Blutkörperchen bedingt ist (hämolytische Anämie). Im Februar 2022 wurde er in den USA unter Namen Pyrukynd (Hersteller: Agios Pharmaceuticals) für die orale Therapie zugelassen. Pharmakologisch handelt es sich um einen Pyruvatkinase-Aktivator. Mitapivat ist der erste arzneilich genutzte Vertreter dieser Wirkstoffklasse (First-in-class-Medikament).

## Eigenschaften
Pharmazeutisch wird der Wirkstoff als Mitapivathemisulfat-Hydrat eingesetzt, einem weißen bis fast weißen Feststoff, der in Wasser schwer löslich ist.
Mitapivat ist ein Pyruvatkinase-Aktivator, der allosterisch an das Pyruvatkinase-Tetramer bindet und die Aktivität der Pyruvatkinase (PK) erhöht.

## Medizinische Verwendung
Mitapivat wurde im Februar 2022 in den USA zugelassen zur Behandlung der hämolytischen Anämie bei Erwachsenen mit Pyruvatkinase-Mangel. Die Europäische Kommission hat im November 2022 die Zulassung für die Behandlung in Europa erteilt. Ein Pyruvatkinase-Mangel der roten Blutkörperchen (Erythrozyten) ist eine sehr seltene genetisch bedingte Krankheit und gilt als häufigste Ursache einer angeborenen, nicht-sphärozytären hämolytischen Anämie. Aus einem PK-Mangel in den roten Blutkörperchen resultiert eine Störung der anaeroben Glykolyse mit verminderter Bildung von Adenosintriphosphat (ATP). Durch den gestörten Stoffwechsel der Erythrozyten ist deren Lebensdauer durch vorzeitigen Zerfall verkürzt.
Das Mittel wird oral angewendet (eingenommen).

## Nebenwirkungen
Die häufigsten unerwünschten Wirkungen, die bei mindestens 10 Prozent der Patienten mit PK-Mangel auftraten, waren verminderte Estron- und Estradiolspiegel bei Männern, erhöhte Harnsäurewerte, Rückenschmerzen und Arthralgie.

## Klinische Studien

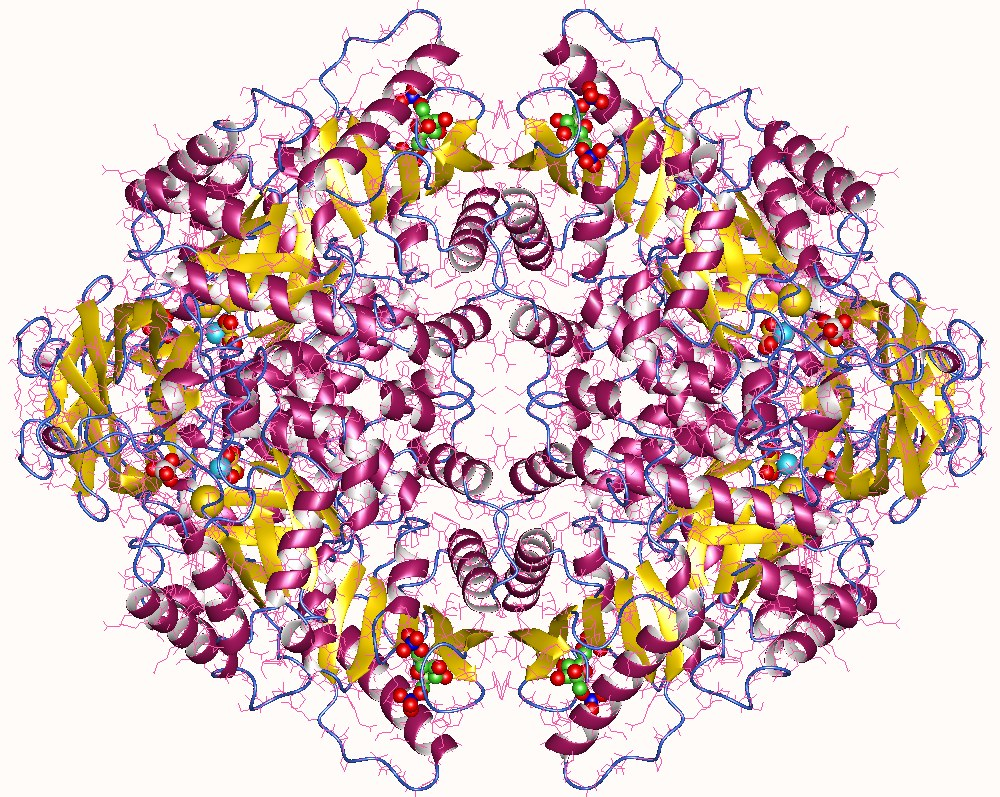
Pyruvatkinase ist ein Enzym, das die bei der Glykolyse gewonnene Energie als ATP bereitstellt

Die Zulassung basiert auf Daten der randomisierten placebokontrollierten Studie ACTIVATE und der einarmigen Studie ACTIVATE-T.
In der randomisierten Studie wurden 80 Erwachsene mit PK-Mangel, die keine regelmäßigen Bluttransfusionen erhielten, entweder mit Mitapivat- oder Placebo behandelt. Die durchschnittliche Nachbeobachtungszeit betrug 24 Wochen. 40 % der Patienten in der Mitapivat-Gruppe hatten eine Hämoglobin-Response (ein Anstieg der Hämoglobin-Konzentration von mindestens 1,5 g/dl, der bei mindestens zwei geplanten Untersuchungen aufrechterhalten wurde) gegenüber 0 % in der Placebo-Gruppe.
In der einarmigen Studie erhielten 27 Erwachsene mit PK-Mangel, die regelmäßig Bluttransfusionen bekamen, Mitapivat über einen Zeitraum von durchschnittlich 40 Wochen. Bei 33 % der Patienten, die Mitapivat erhielten, verringerte sich die Transfusionsbelastung; bei 22 % waren in den letzten 24 Wochen der Behandlung keine Transfusionen mehr erforderlich.

## Sonstiges
Mitapivat hat in den USA zur Behandlung der Thalassämie und der EU zur Behandlung des PK-Mangels den Status eines Orphan-Arzneimittels.